# NGC 6307
NGC 6307 (również PGC 59655 lub UGC 10727) – galaktyka spiralna z poprzeczką (SB0-a), znajdująca się w gwiazdozbiorze Smoka. Odkrył ją Heinrich Louis d’Arrest 27 października 1861 roku.